# Міністерство технічних культур Української РСР
Міністерство технічних культур Української РСР — союзно-республіканське міністерство, входило до системи органів сільського господарства СРСР і підлягало в своїй діяльності Раді Міністрів УРСР і Міністерству технічних культур СРСР.

## Історія
Створене 27 березня 1946 року. Ліквідоване 10 лютого 1947.
Посаду головного інженера Головного Управління механізації сільського господарства МТК УРСР обіймав відомий український вчений в галузі автомобільного транспорту Яків Несвітський.

## Міністри технічних культур УРСР
- Кальченко Никифор Тимофійович (1946—1947)